# André Hughes

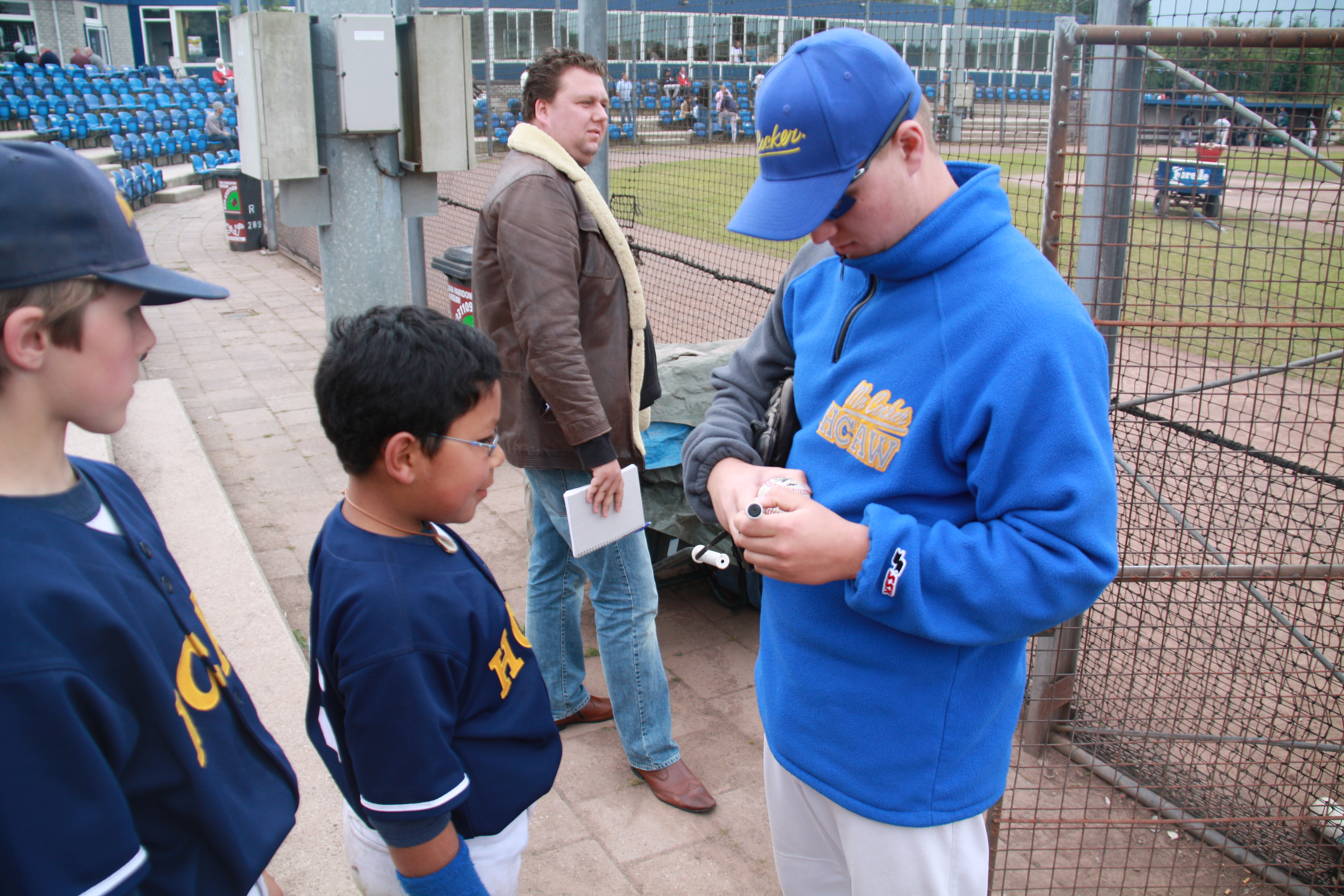
Hughes signiert einen Ball für einen Nachwuchsspieler des niederländischen Baseballclubs HCAW (Juni 2009)

André Hughes (* 1. Januar 1985 in Hochdahl) ist ein deutscher Baseballspieler.
André Hughes spielt seit 2002 beim Solinger Verein Solingen Alligators, mit dem er 2002 in die 1. Bundesliga aufstieg. Davor spielte er bei den "Hochdahl Neandertalern". Er spielt als Linkshänder auf der Position des Werfers (Left hand Pitcher (LHP)). Er ist Sportsoldat bei der Sportförderkompanie.
In der ersten Bundesligasaison der Solingen Alligators im Jahr 2003 spielte André noch überwiegend als sog. relief pitcher und erreichte bei 2 Siegen und 2 Niederlagen einen ERA (earned run average) 4,68. Seit 2004 ist er der sogenannte Starting Pitcher der Solingen Alligators, und erreichte 2004 4 Siege und 4 Niederlagen, ERA 3,88. Der Erfolg der Alligators lässt sich auch an der Statistik von André Hughes ablesen: 2005: 10 Siege und 2 Niederlagen, ERA 2,57; 2006 (als die Alligators deutscher Meister wurden): 10 Siege und 1 Niederlage, ERA 1,41; 2007: 11 Siege und 1 Niederlage, ERA 1,47; 2008: 11 Siege und 1 Niederlage, ERA 1,79 (Angaben beziehen sich immer auf die reguläre Saison, ohne Playoffs).
Im Winter 2008/2009 gab André Hughes seinen Wechsel in die holländische Profiliga zu Mr. Cocker HCAW in Bussum bekannt.
Auch wenn sein Fastball mittlerweile regelmäßig eine Geschwindigkeit von 85–86 mph (miles per hour) erreicht (Stand Ende 2008), so ist er doch überwiegend wegen des Effets auf seinen Würfen gefürchtet.
Seit 2005/2006 gehört André Hughes zum deutschen Nationalkader. Nach zahlreichen Einsätzen bei internationalen Turnieren und Europameisterschaften gehörte er zu den Starting Pitchern der Nationalmannschaft bei der Weltmeisterschaft 2007 und der Olympiaqualifikation 2008. Als persönliches Karrierehighlight bezeichnete er seinen Auftritt bei der Olympiaqualifikation 2008 in Taiwan gegen Taiwan, als er vor über 30.000 Zuschauern die taiwanesischen Profis über 7 Innings bei nur 2 Punkten hielt. Bei seiner Auswechselung wurde Hughes von den taiwanesischen Zuschauern mit standing ovations verabschiedet.
André Hughes ist 1,93 m groß und wiegt laut eigenen Angaben 95 kg.